# NEUROMANTIC
『NEUROMANTIC』（ニウロマンティック）は、日本のシンガーソングライター・ドラマーである高橋幸宏の3枚目のアルバム。邦題は『ロマン神経症』（ロマンしんけいしょう）。このアルバムから、高橋の名前の表記が「ユキヒロ」から、本名である「幸宏」に変更された。
1981年6月5日にアルファレコードからリリースされた。タイトルは 『NEUROTIC』（ニューロティック、神経症者のこと）と『ROMANTIC』（ロマンティック）、『New Romantic』（ニューロマンティック）からの造語である。また、作家であるウィリアム・ギブスンが、このアルバムタイトルからインスピレーションを受け、執筆した小説に『ニューロマンサー』と命名した。ただし、お互いの内容には直接関連が無い。
作詞は高橋、ピーター・バラカン、細野晴臣、クリス・モズデルが行い、作曲は高橋のほかに、大村憲司と坂本龍一、プロデューサーは高橋が担当している。
同時期に発表されたYMOのアルバム『BGM』（1981年）の影響が強いものの、トニー・マンスフィールドやロキシー・ミュージックのアンディ・マッケイ、フィル・マンザネラらが参加しており幾分異なったサウンドとなっている。また、当初は『BGM』の収録曲と同名の『バレエ』というタイトルが付けられる予定だった。

## リリース
1981年6月5日にアルファレコードからLPレコードとCTの2形態でリリースされた。
1988年8月10日に初CD化され、その後1992年8月21日、1994年9月28日の2度再リリースされた。
2005年3月24日にデジタルリマスタリングが施されたCDに、初回盤は紙ジャケット仕様としてソニー・ミュージックダイレクトのGT musicレーベルからリリースされた。
2021年11月24日にソニー・ミュージックダイレクトのALDELIGHTレーベルから「ユキヒロ×幸宏 EARLY 80s」の第1弾として、SA-CDハイブリッドとLPレコードの2形態で、2枚目のアルバム『音楽殺人』（1980年）と同時にリリースされた。リマスタリングは砂原良徳、アナログカッティングをバーニー・グランドマンがそれぞれ担当した。

## 批評
| 専門評論家によるレビュー | 専門評論家によるレビュー |
| レビュー・スコア         | レビュー・スコア         |
| 出典                     | 評価                     |
| ------------------------ | ------------------------ |
| CDジャーナル             | 肯定的                   |

CDジャーナルは、「ロキシー・ミュージックを想わせる、先鋭的でポップな幸宏ワールド満載の充実作」としたうえで、「先鋭テクノかつロマンティックな音像を生み出している」と肯定的な評価を下している。

## 収録曲
| #         | タイトル                              | 作詞                                  | 作曲               | 時間  |
| --------- | ------------------------------------- | ------------------------------------- | ------------------ | ----- |
| 1.        | 「Glass」(ガラス)                     | ピーター・バラカン、高橋幸宏          | 高橋幸宏           | 6:01  |
| 2.        | 「Grand Espoir」(大いなる希望)        | - 細野晴臣 - 翻訳: ピーター・バラカン | 細野晴臣           | 4:38  |
| 3.        | 「Connection」(コネクション)          | ピーター・バラカン、高橋幸宏          | 高橋幸宏           | 5:03  |
| 4.        | 「New (Red) Roses」(神経質な赤いバラ) |                                       | 高橋幸宏、大村憲司 | 3:46  |
| 合計時間: | 合計時間:                             | 合計時間:                             | 合計時間:          | 19:28 |

| #         | タイトル                                    | 作詞                         | 作曲      | 時間  |
| --------- | ------------------------------------------- | ---------------------------- | --------- | ----- |
| 5.        | 「Extra-Ordinary」(非・凡)                  | 高橋幸宏、ピーター・バラカン | 高橋幸宏  | 4:22  |
| 6.        | 「Drip Dry Eyes」(ドリップ・ドライ・アイズ) | クリス・モズデル             | 高橋幸宏  | 5:29  |
| 7.        | 「Curtains」(カーテン)                      | 高橋幸宏、ピーター・バラカン | 坂本龍一  | 3:41  |
| 8.        | 「Charge」(チャージ)                        |                              | 高橋幸宏  | 2:33  |
| 9.        | 「Something In The Air」(予感)              | 高橋幸宏、ピーター・バラカン | 高橋幸宏  | 4:22  |
| 合計時間: | 合計時間:                                   | 合計時間:                    | 合計時間: | 20:27 |

## 曲解説

### A面
1. Glass / ガラス
2. Grand Espoir / 大いなる希望
3. Connection / コネクション
4. New (Red) Roses / 神経質な赤いバラ

### B面
1. Extra-Ordinary / 非・凡
  - 2019年に、アメリカ・ニューヨークで活動しているバンドPublic Practiceがカバー[6]。
2. Drip Dry Eyes / ドリップ・ドライ・アイズ
3. Curtains / カーテン
4. Charge / チャージ
5. Something In The Air / 予感

## 参加ミュージシャン
- 高橋幸宏 : Vocals, Drums and Keyboards
- 細野晴臣 : Keyboards
- 坂本龍一 : Keyboards
- 大村憲司 : Guitars
- Tony Mansfield : Keyboards and Backing Vocals
- Phil Manzanera : Guitars
- Andy Mackay : Saxophones and Oboe
- 松武秀樹 : Computer Programming and Operation

## リリース履歴
| No. | 日付           | 国名 | レーベル                                   | 規格              | 規格品番   | 備考                                                                               |
| --- | -------------- | ---- | ------------------------------------------ | ----------------- | ---------- | ---------------------------------------------------------------------------------- |
| 1   | 1981年6月5日   | 日本 | アルファレコード                           | LP                | ALR-28108  |                                                                                    |
| 1   | 1981年6月5日   | 日本 | アルファレコード                           | CT                | ALC-28017  |                                                                                    |
| 2   | 1988年8月10日  | 日本 | アルファレコード                           | CD                | 32XA-228   |                                                                                    |
| 3   | 1992年8月21日  | 日本 | アルファレコード                           | CD                | ALCA-361   |                                                                                    |
| 4   | 1994年9月28日  | 日本 | アルファミュージック                       | CD                | ALCA-9060  |                                                                                    |
| 5   | 2005年3月24日  | 日本 | ソニー・ミュージックダイレクト / GT music  | CD                | MHCL-513   | リマスタリング音源、初回盤のみ紙ジャケット仕様                                     |
| 6   | 2021年11月24日 | 日本 | ソニー・ミュージックダイレクト / ALDELIGHT | SA-CDハイブリッド | MHCL-10139 | 砂原良徳によるリマスタリング音源                                                   |
| 6   | 2021年11月24日 | 日本 | ソニー・ミュージックダイレクト / ALDELIGHT | LP                | MHJL-172   | 砂原良徳によるリマスタリング音源、バーニー・グランドマンによるアナログカッティング |